# Públicos do Coritiba Foot Ball Club
Este artigo refere-se a informações sobre públicos do Coritiba Foot Ball Club. 
Na disputa do Campeonato Brasileiro de 2019 - Série B, o Coritiba atingiu a sua melhor média de público pagante em campeonatos brasileiros de qualquer divisão, ao registrar a média de 22.429 torcedores que pagaram por ingressos nos seus jogos com mando de campo, superando os 21.754 pagantes registrados no Campeonato Brasileiro de 1980 - Série A.

## Maiores públicos doCoritibanoEstádio Couto Pereira
- Exceto onde constam as informações sobre público pagante e presente, os demais referem-se ao público pagante.[2]

1. Coritiba 0–2 Flamengo-RJ, 58.311, 21 de maio de 1980, Campeonato Brasileiro.
2. Coritiba 0–0 Atlético-PR, 55.164, 17 de dezembro de 1978, Campeonato Paranaense.
3. Coritiba 2–0 Colorado-PR, 53.571, 16 de setembro de 1979, Campeonato Paranaense.
4. Coritiba 3–0 Atlético-PR, 52.028, 1º de maio de 1990, Campeonato Paranaense.
5. Coritiba 1–0 Corinthians-SP, 51.662, 11 de maio de 1980, Campeonato Brasileiro.
6. Coritiba 1–1 Vasco-RJ, 50.582, 12 de dezembro de 1979, Campeonato Brasileiro.
7. Coritiba 2–0 Paranavaí-PR, 49.357, 23 de março de 2003, Campeonato Paranaense (47.208 pagantes).
8. Coritiba 0–0 Atlético-PR, 47.307, 13 de dezembrode 1978, Campeonato Paranaense.
9. Coritiba 0–0 Atlético-PR, 46.217, 10 de dezembro de 1978, Campeonato Paranaense.
10. Coritiba 2–2 Flamengo-RJ, 45.458, 9 de novembro de 1988, Campeonato Brasileiro.
11. Coritiba 0–1 Corinthians-SP, 45.212, 5 de maio de 1972, Campeonato Brasileiro.
12. Coritiba 2–3 Marília-SP, 43.649, 16 de novembro de 2007, Campeonato Brasileiro Série B (38.689 pagantes).
13. Coritiba 1–0 Botafogo-RJ, 42.566, 14 de maio de 1980, Campeonato Brasileiro.
14. Coritiba 1–1 Atlético-PR, 42.410, 18 de dezembro de 1983, Campeonato Paranaense.
15. Coritiba 2–2 Atlético-PR, 42.196, 5 de agosto de 1990, Campeonato Paranaense.[3]
16. Coritiba 2–1 Atlético-PR, 40.876, 1º de maio de 1989, Campeonato Paranaense.
17. Coritiba 1–1 Atlético-PR, 40.536, 16 de abril de 1972, Campeonato Paranaense.
18. Coritiba 1–0 Paraná-PR, 40.136, 27 de junho de 1999, Campeonato Paranaense (35.961 pagantes).
19. Coritiba 1–0 Corinthians-SP, 40.064, 3 de novembro de 1976, Campeonato Brasileiro.

No Estádio do Pinheirão
1. Coritiba 1–2 Atlético-PR, 44.475, 11 de junho de 1998, Campeonato Paranaense.

## Médias de público noCampeonato Brasileiro
Abaixo a média de público da torcida coritibana no Campeonato Brasileiro.

| Ano  | Pos. Média Geral Séries A B C D | Pos. Média Geral Clubes do PR | Média de Público |
| ---- | ------------------------------- | ----------------------------- | ---------------- |
| 1971 |                                 |                               | sem registro     |
| 1972 |                                 |                               | sem registro     |
| 1973 |                                 |                               | sem registro     |
| 1974 |                                 |                               | sem registro     |
| 1975 |                                 |                               | sem registro     |
| 1976 |                                 |                               | sem registro     |
| 1977 |                                 |                               | sem registro     |
| 1978 |                                 |                               | sem registro     |
| 1979 |                                 |                               | sem registro     |
| 1980 |                                 | 1°                            | 21.754           |
| 1981 |                                 |                               | sem registro     |
| 1982 |                                 |                               | sem registro     |
| 1983 |                                 |                               | sem registro     |
| 1984 |                                 |                               | sem registro     |
| 1985 |                                 |                               | 20.443           |
| 1986 |                                 |                               | 8.062            |
| 1987 |                                 |                               | 9.680            |
| 1988 |                                 | 1°                            | 4.954            |
| 1989 |                                 |                               | sem registro     |
| 1990 |                                 |                               | sem registro     |
| 1991 |                                 |                               | sem registro     |
| 1992 |                                 |                               | sem registro     |
| 1993 |                                 | 1°                            | 5.857            |
| 1994 |                                 |                               | sem registro     |
| 1995 |                                 |                               | sem registro     |
| 1996 |                                 | 2°                            | 7.317            |
| 1997 |                                 | 1°                            | 9.335            |
| 1998 |                                 | 1°                            | 11.996           |
| 1999 |                                 | 2°                            | 12.640           |
| 2000 |                                 |                               | 3.262            |
| 2001 | 16°                             | 2°                            | 8.819            |
| 2002 | 13°                             | 1°                            | 11.306           |
| 2003 | 15°                             | 2°                            | 7.735            |
| 2004 |                                 | 2°                            | 7.393            |
| 2005 |                                 | 1°                            | 18.688           |
| 2006 |                                 | 1°                            | 10.715           |
| 2007 |                                 | 1°                            | 17.377           |
| 2008 | 6°                              | 1°                            | 19.254           |
| 2009 | 11°                             | 1°                            | 16.929           |
| 2010 |                                 | 2°                            | 8.239            |
| 2011 | 6°                              | 1°                            | 17.749           |
| 2012 | 14°                             | 1°                            | 12.579           |
| 2013 | 10°                             | 1°                            | 14.651           |
| 2014 | 12°                             | 1°                            | 12.329           |
| 2015 | 17°                             | 2°                            | 14.000           |
| 2016 | 17°                             | 2°                            | 9.893            |
| 2017 | 13°                             | 1°                            | 14.348           |
| 2018 | 30°                             | 2°                            | 4.842            |
| 2019 | 14º                             | 1°                            | 22.419           |

## Médias de público noCampeonato Paranaense
Abaixo a média de público da torcida coritibana no Campeonato Paranaense.
| Ano  | Pos. Média Geral | Média de Público |
| ---- | ---------------- | ---------------- |
| 1994 | 1°               | 8.121            |
| 1995 | 1°               | 9.588            |
| 1996 | 1°               | 9.881            |
| 1997 | 1°               | 9.865            |
| 1998 | 1°               | 10.218           |
| 1999 | 1°               | 10.775           |
| 2000 | 1°               | 10.536           |
| 2001 |                  | sem registro     |
| 2002 |                  | sem registro     |
| 2003 | 1°               | 11.281           |
| 2004 |                  | sem registro     |
| 2005 |                  | sem registro     |
| 2006 |                  | sem registro     |
| 2007 | 1°               | 5.569            |
| 2008 | 1°               | 11.977           |
| 2009 | 1°               | 16.211           |
| 2010 | 2°               | 5.537            |
| 2011 | 1°               | 11.188           |
| 2012 | 1°               | 8.787            |
| 2013 | 1°               | 10.940           |
| 2014 | 3°               | 6.834            |
| 2015 | 2°               | 6.768            |
| 2016 | 2°               | 8.887            |
| 2017 | 2°               | 9.368            |
| 2018 | 2°               | 6.903            |
| 2019 | 3°               | 4.464            |

Não foram encontrados registros dos anos anteriores ao de 1994.